# Máirín Quill
Maírín Quill (irisch Máirín Ní Chuill; * 15. September 1936 in Kilgarvan, County Kerry) ist eine frühere irische Politikerin. Bis 1985 war sie Mitglied der Fianna Fáil. Von 1985 bis 2009 war sie dann Mitglied der Progressive Democrats. Sie war von 1987 bis 1997 Teachta Dála (Abgeordnete) im Dáil Éireann, dem irischen Unterhaus, und von 1997 bis 2002 Mitglied im Seanad Éireann.
Maírín Quill wuchs auf einem landwirtschaftlichen Betrieb im County Kerry auf. Sie studierte am Mary Immaculate College in Limerick und arbeitete nachfolgend als Grundschullehrerin. Im Abendstudium absolvierte sie die Fächer Geschichte und Englisch mit einem Abschluss, der ihr die Lehrbefähigung für weiterführende Schulen gab.
Von 1979 bis 2009 saß sie im Cork City Council. Bei den Wahlen zum Dáil Éireann 1977 im Wahlkreis Cork City und 1981 im Wahlkreis Cork North-Central trat sie für die Fianna Fáil an, wurde jedoch nicht gewählt. 1985 trat sie den Progressive Democrats bei und kandidierte dann bei den Wahlen zum Dáil Éireann 1987 im Wahlkreis Cork North-Central mit Erfolg. Diesen Sitz konnte sie bis 2007 verteidigen. Als sie bei den Wahlen 1997 ihren Sitz im Dáil Éireann verlor, nominierte sie Taoiseach Bertie Ahern für den 21. Seanad Éireann. An den Wahlen zum Dáil Éireann 2002 nahm sie nicht mehr teil.